# Stalloy
Stalloy ist eine von William F. Barrett entwickelte Silizium-Eisen-Legierung, die in der Niederfrequenztechnik eingesetzt wird. Aufgrund seiner besonderen elektromagnetischen Eigenschaften fand es in den Tonbandgeräten von Marconi in den 1930er Jahren sowie in Transformatoren Anwendung.